# Мортмаса
Мортмаса (від лат. mors (mortis) — смерть і маса), мертвий покрив, мертва частина органічної речовини біогеоценозу, вироблена біоценозом (відмерла речовина, виражена в одиницях маси і віднесена до одиниці площі або об'єму). У біоценозах мортмаса знаходиться у вигляді відпаду (сухостій, омертвілі органи та ін.), осаду (частини рослин, трупи тварин, що впали на поверхню ґрунту), торфу, підстилки і детриту. Разом з  біомасою і гумусом становить  органічну речовину біоценозу.